# 祭神
祭神是指在神社中被供奉的神道之神。

## 历史
目前，大多数神社所供奉的祭神，是源自于日本神话中的神祇，或者被视为与日本神话中的神为同一存在。
最初的神道源于对自然的崇拜，例如山、海、河流等自然现象被视为神体。在神社的早期阶段，被供奉的神多为无名或不详之神。在《古事记》《日本书纪》及《万叶集》等古代文献中，明确记载祭神名称的神社如伊势神宫、住吉大社等仅属少数。大多数神社仅以所在地名或神社名加上“神”字称呼。即便是在10世纪初编撰的《延喜式神名帐》中，多数神社也仅记载了神社名称，由此推断，在《延喜式》成书之时，大多数神社的祭神并无明确称号。
自10世纪左右起，神社中所供奉的神不再仅为氏神、地主神或路口神，而是开始被赋予具体的神德与职能，例如火神、水神、树神等。至镰仓时代后期，受到佛教影响而兴起的神本佛迹说逐渐受到武士阶级支持并发展起来，神名亦随之转化为与其神德相应的名称，如采用日本神话中的神名，或以“神”“命（尊）”“彦”“姫（媛）”“比卖”等字命名，形成更具人格化的神祇。同时，也普遍出现了将如稻荷神、八幡神等有名神明的分灵（即勧請）设为主祭神的现象。
此类命名趋势于江户时代末期，由国学者们提出的复古神道进一步推广，并大量引用神典，至明治维新后伴随神佛分离政策确立，此模式普及至包括村社、末社、无格社在内的各级神社。
因此，许多神社所标示的由来存有可信性上的疑问，即便是式内社中的论社，也仅被视为可能承袭原社传统的神社。

## 主神与配神
大多数神社都会供奉多位神明，其中主要被供奉的神称为“主神”或“主祭神”，其余神明则称为“配神”“配祀神”或“相殿神”。
将祭神分为主神与配神的做法始于明治时代，当时在官国弊社制度中确立。尽管在此之前已有“主神与其他神”之观念，相关神祇常被称为“前神”或“相殿神”等。配神通常为与主神有关的神，但也有因各种缘由而同祀的例子。有些配神从主神设立之初即共同祭祀，亦有后来才加入祭祀的情况。甚至存在原为配神者后升为主神的例子。明治时代实施的神社合祀政策也使许多神社开始祭祀更多配神。
“相殿”（或称“合殿”）是指同时供奉多位神明的社殿，其中除主神外的神明称为“相殿神”，与“配神”含义相近，但若社殿明确设有主神与配神之区分，则“相殿神”多用于指代配神。